# Wilhelm Heinzelmann
Wilhelm Heinzelmann (* 3. September 1892 in Rottweil; † 8. Februar 1968 in Stuttgart) war ein deutscher Politiker (Deutsche Gemeinschaft, Deutsche Partei).

## Leben und Beruf
Heinzelmann kam bereits 1904 als Schüler aus Rottweil nach Stuttgart, wo er auf dem Karlsgymnasium die Matura ablegte. Anschließend studierte er in Tübingen und Berlin Rechtswissenschaften. In Tübingen schloss er sich der Akademischen Verbindung Igel zu Tübingen an. Nach Bestehen des ersten Staatsexamens nahm er von 1914 bis 1918 am Ersten Weltkrieg teil. Nach Rückkehr aus dem Krieg absolvierte er seine Referendarzeit in Stuttgart und war nach dem Zweiten Staatsexamen ab 1921 dort als Rechtsanwalt tätig. 1928 wechselte er in den richterlichen Dienst und wurde über die Stationen als Amtsrichter und Landgerichtsrat 1943 zum Landgerichtsdirektor befördert. Von 1939 bis 1945 hatte er am Zweiten Weltkrieg teilgenommen und war kurz vor Kriegsende 1945 in Kriegsgefangenschaft geraten. Aus dieser wurde er zum Jahresende 1945 entlassen. Nach der Rückkehr nach Stuttgart nahm Heinzelmann zunächst ein landwirtschaftliches Studium an der Landwirtschaftlichen Hochschule Hohenheim auf, bis er ab Februar 1949 wieder als Landgerichtsrat tätig war.

## Politik
Heinzelmann trat zum 1. August 1931 der NSDAP bei (Mitgliedsnummer 594.868), verließ die Partei aber spätestens Februar 1932 wieder. Nach dem Zweiten Weltkrieg schloss er sich zunächst der Notgemeinschaft Württemberg-Baden an und kandidierte, da diese keine Lizenz erhalten hatte, als formal unabhängiger Kandidat im Bundestagswahlkreis Stuttgart I bei der Bundestagswahl 1949. Später schloss er sich der Deutschen Gemeinschaft an und wurde 1950 auf der Gemeinschaftsliste der DG mit dem BHE in den Landtag von Württemberg-Baden gewählt. Am 18. April 1952 legte er kurz vor Ende der Wahlperiode sein Mandat nieder, weil zwischenzeitlich eine Unvereinbarkeit von Richteramt und Landtagsmandat beschlossen worden war. Da dieses jedoch für kommunale Parlamente nicht galt, blieb er weiterhin für die DG im Stuttgarter Gemeinderat, in den er 1950 als einziger DG-Abgeordneter gewählt worden war. Vor der Bundestagswahl 1953 trat er zur Deutschen Partei über, für die erfolglos im Wahlkreis Stuttgart I kandidierte. Von 1953 bis 1956 bildete er mit den drei Stadträten der Unabhängigen Bürgerliste eine Fraktionsgemeinschaft.